# Melitaea obtecta
Melitaea obtecta är en fjärilsart som beskrevs av Adalbert Seitz 1908. Melitaea obtecta ingår i släktet Melitaea och familjen praktfjärilar. Inga underarter finns listade i Catalogue of Life.